# 吉本高志
吉本 高志（よしもと たかし、1942年〈昭和17年〉 - ）は、日本の医学者。元東北大学総長。東北大学名誉教授。医学博士。専門は脳神経外科学。秋田県秋田市土崎港出身。

## 略歴
1961年3月秋田県立秋田高等学校卒業（東京大学総長を務めた政治学者の佐々木毅は同期）。1968年3月東北大学医学部医学科卒業。1977年東北大学より医学博士の学位を取得。
1975年4月東北大学助手。1982年5月同助教授。1988年4月同教授。2002年11月から2006年11月まで東北大学総長。日本学術会議会員も務めた。
2007年4月独立行政法人大学入試センター理事長に就任。2013年まで務める。同年医療法人社団親和会西島病院名誉院長。のち、城西大学理事、脳神経疾患研究所附属総合南東北病院最高顧問。
2018年春の叙勲で瑞宝大綬章を受章。

## 学会及び社会における活動
- 日本コンピュータ外科学会名誉会員[14]
- 日本脳ドック学会理事[15]
- 脳神経外科手術と機器学会名誉会員[16]
- 日本間脳下垂体腫瘍学会特別会員[17]
- 日本神経内視鏡学会第4回会長、名誉会員[18]
- 日本定位・機能神経外科学会名誉会員[19]
- 日本生体磁気学会会長（2001-2003）、第10回大会長、名誉会員[20]
- 日本脳神経血管内治療学会名誉会員[21]
- 日本脳卒中学会理事[22]
- 日本脳卒中の外科学会名誉会員[23]
- 日本脳循環代謝学会第12回総会会長[24]、名誉会員[25]
- 財団法人日本脳神経財団理事[26]
- 財団法人かなえ医薬振興財団理事[27]
- 財団法人村田学術振興財団理事[2]

## 著書
- 『脳・心血管の病態とその発症機序』（矢崎義雄と共編、共立出版、1992年）[28]